# VB伪代码
Microsoft Visual Basic 6 是在编译时形成的预编译代码，乃解释型代码。在Visual Basic 6中，如在编译时不选择“全编译执行”，系统则会把 Visual Basic 源程序翻译成VB伪代码后解释执行。有相应工具WKTVBDebugger和VBParser。

## 与伪代码的本质区别
VB伪代码不是伪代码，伪代码没有语法，写法介于自然语言与高级语言之间，甚至可以使用中文，而VB伪代码有严格的语法限制，介于高级语言与汇编语言之间，是预编译代码，所以VB伪代码虽然名字叫“伪代码”，但并不在伪代码的范畴之内。简言之，伪代码是给人读的，而VB伪代码是给机器读的。